# Вардане-Верино
Вардане-Верино — село в Адлерском районе муниципального образования город-курорт Сочи Краснодарского края России. Входит в состав Кудепстинского сельского округа.

## География
Село находится в западной части края, в предгорной зоне Причерноморского побережья, в междуречье рек Старики и Малой Хероты.
Рельеф местности в основном холмистый с ярко выраженными колебаниями относительных высот.

## История
Согласно Закону Краснодарского края от 1 апреля 2004 года № 679-КЗ село Вардане-Верино вошло в состав образованного муниципального образования город-курорт Сочи.

## Население
| 2002 | 2010 |
| ---- | ---- |
| 307  | ↘298 |

Национальный состав
Согласно результатам переписи 2002 года, в национальной структуре населения армяне составляли 58 % от 307 жителей.

## Инфраструктура
Социальные объекты в населённом пункте отсутствуют. Развит туризм.

## Транспорт
Доступен автомобильный транспорт.